# Opactwo Le Thoronet
Opactwo Le Thoronet (fr. Abbaye du Thoronet) – dawny cysterski klasztor we Francji, położony w Prowansji, ok. 4 km na zachód od miejscowości Le Thoronet, w pobliżu rzeki Argens. Wraz z opactwami Silvacane i Sénanque jest określany jako jedna z „Trzech Sióstr z Prowansji”. Opactwo Le Thoronet było jednym z pierwszych obiektów wpisanych na francuską listę zabytków.
Klasztor został wybudowany na potrzeby zakonu cystersów w 1176 z jasnego wapienia, z dachami pokrytymi terakotą. Budowa mogła według innych źródeł przebiegać w latach 1160–1190, a nawet do 1230. Rok 1176 wymieniony jest w dokumencie wydanym przez Alfonsa I z Prowansji, potwierdzającym prawo zakonu do opactwa. Surowy styl, niemal pozbawiony dekoracji współgrał z regułami zakonu. Wskutek wojen w XIV wieku klasztor został opuszczony i ponownie zasiedlony w XVIII wieku. W 1785 uległ sekularyzacji. Władze francuskie odkupiły część zespołu klasztornego w 1854 wieku i etapami poddawały renowacji, by odkupić całość w 1938. W opactwie Le Thoronet Le Corbusier przygotował się do budowy klasztoru La Tourette (Couvent Sainte-Marie de La Tourette, gmina Éveux pod Lyonem). Swoje wrażenia skomentował takimi słowami:

Światło i cień przemawiają najgłośniej w tej architekturze prawdy, spokoju i siły

Na zespół składa się kościół ze sklepieniem kolebkowym, dormitorium, krużganki, dziedziniec, sala modlitw. Mnisi produkowali wino i oliwę, czego świadectwem jest budynek gospodarczy. Opactwo jest udostępnione do zwiedzania z przewodnikiem lub samodzielnie.